# Luis Serrano Pubull
Luis Serrano Pubull és un investigador espanyol (Madrid, 1959).
La seva recerca actual se centra en la biologia de sistemes i la biologia sintètica. Específicament vol aconseguir una comprensió dels sistemes biològics a nivell quantitatiu amb l'objectiu final de predir-ne les característiques i poder dissenyar i modificar el seu comportament. Tot combinant anàlisi teòrica i experimental (fent servir diferents Ómiques). Actualment està treballant en dues línies de recerca: l'aplicació de la biologia estructural a l'enteniment de xarxes de regulació complexes (com la de les MAP quinases, implicades en la senyalització per factors de creixement i càncer) en l'anàlisi quantitativa a gran escala del bacteri Mycoplasma pneumoniae, un dels més petits que es coneixen, per intentar crear el primer model computacional 3D d'un organisme complet i convertir-ho en un xassís per desenvolupar píndoles vives.
Ha sigut reconegut pel Premi Ciutat de Barcelona de l'Ajuntament de Barcelona (2010), el premi d'Excel·lència Marie Curie de la Unió Europea (2003) i és membre d'EMBO des de 1999 i ICREA des de 2006. Des del 2011 és director científic del Centre de Regulació Genòmica havent substituït a Miguel Beato. Va ser el primer president d'EU-LIFE (2014-2015), l'aliança d'instituts de recerca que advoca per una recerca excel·lent a Europa.